# Assemblée générale de l'Indiana
Pour les autres articles nationaux ou selon les autres juridictions, voir Assemblée générale (homonymie).
Capitole de l'État de l'Indiana, Indianapolis
L'Assemblée générale de l'Indiana (en anglais Indiana General Assembly) est l'organe législatif du gouvernement de l'État de l'Indiana. Parlement bicaméral créé en 1816, l'Assemblée générale est composée de la Chambre des représentants de l'Indiana (100 membres) et du Sénat de l'Indiana (50 membres). Elle se réunit dans le Capitole de l'État de l'Indiana à Indianapolis.

## Composition
Depuis la constitution de 1851, les 100 représentants sont élus pour un mandat de 2 ans et les 50 sénateurs pour un mandat de 4 ans. En 2017, un représentant représente en moyenne 64 838 habitants, un sénateur 129 676. Contrairement à d'autres États, le cumul des mandats dans le temps n'est pas limité.
Pour devenir législateur, il est nécessaire d'être citoyen américain, de vivre dans l'Indiana depuis au moins deux ans et dans le district qu'on souhaite représenter depuis au moins un an. Les représentants doivent être âgés d'au moins 21 ans et les sénateurs d'au moins 25 ans.
Lors de la législature 2017-2019, le Parti républicain contrôle les deux chambres de l'Assemblée générale de l'Indiana, avec 70 représentants et 41 sénateurs issus de ses rangs.

## Travail législatif
Jusqu'en 1972, l'Assemblée générale ne se réunissait qu'un an sur deux. Depuis cette date, des sessions annuelles sont organisées.
Durant les deux premiers mois de l'année, chaque chambre doit adopter ses textes, qui sont ensuite examinés par l'autre chambre à partir de mars. En cas de divergence entre les textes adoptés, la législation retourne devant la première chambre a l'avoir adopté : soit elle approuve le texte révisé, soit une commission paritaire de deux sénateurs et deux représentants prend le relais. Pour qu'une législation soit approuvée, elle doit être votée par les deux chambres en termes identiques. Les travaux de l'Assemblée s'achèvent le 14 mars les années paires et le 29 avril les années impaires.
La législation adoptée par l'Assemblée générale doit être signée par le gouverneur de l'Indiana, qui dispose d'un droit de veto sous 7 jours. Cependant, ce veto peut être contourné à la majorité simple des deux chambres. Le clivage partisan et le seuil limité pour contourner le veto font que le gouverneur est affaibli comparé aux autres États.
En dehors des sessions régulières, le gouverneur peut demander à l'Assemblée de se réunir pour des sessions spéciales. Par ailleurs, entre deux sessions, des commissions d'études par intérim se réunissent.